# Gadekamp
Gadekamp er et dagligdags brugt udtryk, der normalt betegner ulovlige kampe på offentlige steder, mellem enkelt personer eller grupper af mennesker. Udtrykket bærer normalt også konnotationen, at de kæmpende normalt ikke er professionelle soldater. Deltagerne kan bruge forskellige metoder som boksning, kickboxing, brydning, eller improviserede taktikker, herunder at bide, udstikke øjne, at ramme andre deltagere med objekter, eller kaste ting efter dem. Nogle regler for kampene er dikteret af personlige valg eller gruppers kodeks for ære.
Når gadekampene eskalerer til ødelæggelse af ejendom med mange deltagere, bliver de kaldt optøjer.[kilde mangler]
Gadekampene kan omfatte skarpe våben, stumpe våben eller improviserede våben. Duellering med skydevåben, som kan finde sted i en gade, betragtes ikke som en form for gadekamp på grund af dens formelle karakter. Kamp, der foregår i gaderne som led i bekæmpelse af militære styrker, er kendt som bykamp.
Gadekampe kan forekomme under vidt forskellige omstændigheder, så som mellem fodboldfans af forskellige hold, kriminelle bander der kæmper om markedsandele, eller under ekstreme katastrofer hvor varemangel bliver meget stor.

## Eksempler på gadekampe
- 14. maj 1968 er der gadekampe i gaderne i Paris under Majrevolten 1968.
- 18. maj-urolighederne 1993 henviser til de begivenheder der udspillede sig på Nørrebro i København om aftenen efter folkeafstemningen om Edinburgh-aftalen.
- Rydningen af Ungdomshuset 1. marts 2007 medførte også gadekampe.